# Romney Marsh
Romney Marsh är en slätt i Storbritannien.   Den ligger i riksdelen England, i den sydöstra delen av landet, 90 km sydost om huvudstaden London.